# Mateo Calvete
Mateo Calvete, también como Mateo Calvet y Matheu Calbet, (¿Sariñena?, c. 1596-¿?; fl. 1611-1637) fue un maestro de capilla español.

## Magisterio en Tarazona y Lérida
Mateo Calvete debió ocupar el magisterio de la Catedral de Tarazona de forma intermitente entre 1611 y 1616, ya que se le menciona como maestro de capilla de la Catedral de Lérida durante esos años: el 2 de octubre de 1614 se nombró maestro de capilla de Lérida a Juan Arañés en sustitución de «Matheu Calbet» [Mateo Calvete]. El 9 de abril de 1612 las actas capitulares leridanas mencionan:

Convocati domini decanus Terre, Margaleff, Feliu, Pastor, Gavas, Pastor, Castellbell, Domingo, Rossello, Monjo, y Miralles, canonici capitulantes crearen en Mestre de Capella dels cantores de la present Iglesia a mº. Matheu Calbet ad nutum Rdi. Capituli cum honoribus  et oneribus ab salario assuetto.
Se convoca a los señores decanos Terre, Margaleff, Feliu, Pastor, Gavas, Pastor, Castellbell, Domingo, Rossello, Monjo, y Miralles, canónigos capitulantes [para] nombrar al maestro de capilla de los cantores de la presente iglesia a monseñor Mateo Calvete a voluntad del capítulo con honores y obligaciones del salario habitual.
Actas capitulares de la Catedral de Lérida, 9 de abril de 1612

Fue expulsado de Lérida en agosto de 1614 tras entablar una discusión durante la Salve con el tenor E. Sánchez de su capilla. En octubre ya se había cubierto el magisterio de Lérida con Juan Arañés. En Tarazona y Lérida ya se adivina la escasa formalidad y la vida poco edificante que le reprocharían sus patronos durante su carrera.

## Magisterio en Huesca (primera vez)
Tras el fallecimiento de Cristóbal de Isla en 1615, la posición de maestro de capilla en la Catedral de Huesca permaneció vacante durante un año. El 29 de febrero de 1616 el cabildo de la Catedral decidió escribir a Calvete para ofrecerle el cargo de maestro de capilla en Huesca.

Fuit resolutum que se escriva al maestro de capilla de Tarazona como aquí se recibiría y que tenga a su cuidado los infantes para enseñarles y adoctrinarles y que el canónigo Cristóbal Colón tenga a su cargo el recoger todo el dinero que pertenesce a los infantes, ansí de vino como de sus venturas para que con él se les aga de vestir de manera que vayan limpios, y para que tengan más emolumentos, se deliberó que siempre que fuera la capilla fuera de la yglesia a cantar que todos los  infantes se les dé una porción de cantor para todos juntos de aquello que ganassen en cantoría
Actas capitulares de la Catedral de Huesca, 27 de febrero de 1616

La siguiente noticia que se tiene del maestro es de dos meses después, cuando aparece en los libros de Prepositura de Huesca. El 1 de abril de 1617 se le da permiso para ausentarse un mes y a 31 de mayo se le pagan las seis libras que se le debían por su trabajo del mes. Como al cabo del mes no regresó, el Cabildo comenzó gestiones para encontrar un sustituto. Tras rechazar a un maestro castellano de nombre desconocido y a Bartholomé Navarrete de Granada, el 9 de septiembre de 1618 fue nombrado para el cargo Martín Sanz, procedente de Sigüenza.

## Magisterio en La Seo de Urgel
Entre su primera estancia en Huesca y la segunda, el maestro Calvete aparece en la documentación de la Catedral de La Seo de Urgel como mestre de cant el 22 de diciembre de 1616, puesto que consiguió por oposición frente a un maestro de capilla de Montblanch. Pero duró poco tiempo, ya que el 21 de abril de 1617 las actas capitulares mencionan que Calvete ya se ha ido:

Fuit resolutum que atés mn. Calvet mestre decapella s’en és anat, que per ço pus per la relatio de mn. [Cristòfol] Malla, organista, a qui se era comés lo examen del dit Calvet i de mn. Gaspar Andreu, que havien comparegut als edictes se eren trets, comté que dit Andreu és habil, que vinga per mestre dit mn. Andreu ab lo salari y ab los càrrechs acostumats.
Se ha decidido que visto que monseñor Calvet se ha ido, que por eso por la relación de monseñor [Cristobal] Malla, organista, a quien se era cometido el examen del dicho Calvete y de monseñor Gaspar Andreu, que había comparecido en los editos que se habían emitido, cuenta que dicho Andreu es hábil, que venga por maestro dicho monseñor Andreu con el salario y los cargos acostumbrados.
Actas capitulares de la Catedral de La Seo de Urgel, 21 de abril de 1617

## Magisterio en Huesca (segunda vez)
En 1619 Calvete fue nombrado por segunda vez maestro de capilla con un sueldo de 110 escudos, aunque tuvo que presentar el título de la primera clerical tonsura para acceder a la plaza de racionero.
A pesar de haberlo nombrado por segunda vez, el cabildo no estaba contento con el maestro:

[...] se cometio a los señores canonigos Pinos y Ribera para que hablen al maestro de capilla y le manden haga platica de canto de organo todos los dias y por cada vez que dejare de hacerla por su persona tenga un real de pena y el presidente se lo execute sin remision de su salario y lo de a Nervaiz contralto para que en su lugar haga la platica y la amonesten tenga mas cuidado que hasta ahora ha tenido de los infantes y les enseñe virtud y canto que por no hacerlo estan perdidos y que el sea vituoso y oiga misa todos los dias de fiesta y sermon quando lo hubiere y que tenga cuenta hagan lo mismo los infantes.
Resoluciones del Cabildo de la Catedral de Huesca, 3 de enero de 1622

En verano de 1625 volvió a solicitar permiso para ausentarse y de nuevo, tras el fin del permiso, no se presentó en la Catedral, por lo que el Cabildo decidió buscar un sustituto el 2 de agosto de ese año: «se busque maestro de capilla por no haber venido Mateo Calvete al tiempo que se le señalo y que se pongan edictos». Entre tanto el contralto Nervaiz realizó de forma interina el trabajo.
El 13 de mayo de 1626 Calvete envió un memorial al cabildo «en el cual pide y suplica se tenga misericordia con el volviendolo a admitir y a maiori parte el capitulo resolvio que se sepa primero que el lo que el señor obispo ha de hacer con el que despues el capitulo vera lo que conviniere.» Es desconocido lo que el obispo Juan Moriz de Salazar debía decidir, el caso es que el 10 de junio se decide readmitir al maestro «por tres meses o menos lo que les paresciere de la manera que antes estaba y pasados estos se votara si ha de quedar o no.» De nuevo, no se sabe como quedó la situación, pero el 29 de abril de 1627 los «señores del capitulo determinaron que se rescibiera por maestro de capilla a un nabarro de Falces, con el salario del maestro Calvete.» Se trata del maestro Urbán de Vargas, que permanecería en el cargo hasta 1629.

## Magisterio en Pamplona
Calvete fue nombrado maestro de capilla de la Catedral de Pamplona en 1627. Debió ordenarse presbítero en Pamplona poco después de ocupar el magisterio.
En Pamplona, a los 16 meses de su llegada, en 1628, se vería envuelto en diversos pleitos y fue encarcelado por jugador y otras faltas. En concreto, se le acusaba de:

1. Haberse ordenado hacía catorce meses y no haber celebrado misa todavía;
2. No rezar, ni saber rezar el oficio divino, ni hacer nada para saberlo;
3. Jugar varias horas diarias a pelota en lugar público [en el frontón, es de suponer] con gente seglar, beber abundante vino y llamarse «ordia» [borracho] con sus amigos de juego;
4. Andar de noche a menudo y recogerse tarde, con hábito indecente y armas prohibidas;
5. Tener por sirviente a una moza de menos de 24 años y no muy buena reputación;
6. Tener en su casa otra moza, sobrina suya, que se sospechaba pudiera ser hija suya;
7. Causar escándalo con su modo de vivir en la catedral y el barrio en que vivía;
8. No acudir a su oficio de maestro de capilla, ni enseñar a quienes tenía obligación, ni ensayar bastante con los cantores, ni acudir a los divinos oficios en el coro los días más solemnes por estar jugando a pelota desnudo, «botarreando y bebiendo con demasía».

En su respuesta del 1 de agosto de 1628, Calvete alegaba:

1. Ser persona honrada y principal, temerosa de Dios y de con-ciencia, de buena vida y costumbres;
2. Si hasta ahora no ha cantado misa, ha sido por sus ocupaciones en componer los villancicos para las fiestas pasadas y para las venideras de la Virgen de Agosto, ejercitándose en los ratos libres en las ceremonias de la misa;
3. Reza en casa;
4. Si alguna vez ha jugado a la pelota en el trinquete, ha sido poco rato, a puerta cerrada, y con la loba puesta, con gente principal y por consejo médico, ya que padece ciática, aliviándose con el ejercicio; es una calumnia decir que bebe en exceso y que llama a nadie «ordia» (además, no sabe vascuence), y se querellará contra quien diga lo contrario;
5. Se recoge muy temprano;
6. La criada ha servido al prior y otras personas principales, tiene más de 24 años y es de buena reputación, y si lo manda el vicario, la echará de su casa, ya que de no ser así le haría pagar la soldada entera y no hace dos meses que principió el año;
7. La doncella que tiene en su casa es sobrina carnal; le enseña canto por estar destinada a monja, y de no ser así, no podría entrar en religión por falta de dote;
8. Su modo de vivir no ha causado escándalo;
9. Siempre ha sido puntual en cumplir con sus obligaciones en la iglesia, diligente en enseñar y templado;
10. Se precia de ser maestro de capilla y racionero, aquí y en las demás iglesias en que ha estado; con su modo de vivir ha dado y da buen ejemplo a todos.

Después de varios encierros y de ser acusado de jugar grandes cantidades de dinero a los naipes durante su encierro, en septiembre se sacaron los mozos del coro de casa de Calvete. El 20 de octubre de 1628 se le multó, se le sentenció a cumplir sus obligaciones religiosas y se le absolvió de lo demás, así no se le prohibía jugar a pelota, ni se le obligaba a expulsar a su criada y sobrina. Calvete aparentemente acató la condena, pero solicitó cumplirla tras llevar a su sobrina a un convento de Tudela, en Navarra, viaje del que no regresó.

## Magisterio en Huesca (tercera vez)
Calvete fue admitido por tercera vez en la Catedral de Huesca en mayo de 1632. El maestro no había mejorado su conducta, por lo que el 1 de julio de 1636 se le multó con cuarenta escudos por no cumplir con sus obligaciones, en particular con la educación musical de los infantes. Poco después solicitó un permiso para ausentarse y de nuevo no regresó tras finalizar la licencia el 8 de septiembre de 1636. En octubre ya se había nombrado un nuevo maestro con Miguel de Aguilar.

## Magisterio en Tarragona
Desde el mes de agosto de 1636 Calvete aparece como maestro de capilla de la Catedral de Tarragona sucediendo a Pere Bosch, cargo que ostentaría hasta el 31 de julio de 1639. El asunto resultó sencillo, pues entre el 1 de mayo de 1637 y el 31 de julio de 1637 aparece Felipe Perelló como maestro de capilla en la Catedral. En Tarragona coincidió los organistas Jerónimo de la Torre y Bernabé Ximénez de Iribarria.
A partir de 1637 se pierde la pista de Calvete.

## Obra
Se conocen pocas obras de Calvete. Solo hay una publicada, Hoy por medio de ese velo, un villancico a cinco voces pensado para la ceremonia de imposición del velo en un paso de novicia a monja.